# Davor Bernardić
Davor Bernardić (Zagabria, 5 gennaio 1980) è un fisico e politico croato.

## Biografia
Laureato in fisica presso la facoltà di scienze dell'Università di Zagabria, Bernardić fece i suoi primi passi verso la politica nel 1998, all'età di 18 anni, iscrivendosi al Partito Socialdemocratico, fino a quando, nel 2005, venne proclamato presidente dell'organizzazione giovanile del partito, rimanendo in carica fino al 2007, anno in cui viene eletto vicepresidente del partito insieme al suo presidente Zoran Milanović.
Nel 2008 diventa deputato in sostituzione del sindaco di Zagabria Milan Bandić. A partire dal 2016, a seguito delle dimissioni del presidente Milanović, ricopre il ruolo di presidente del Partito Socialdemocratico. Si dimette il 6 luglio 2020 dopo aver perso alla elezioni parlamentari tenutesi il giorno prima.